# 杉井正義
杉井 正義（すぎい まさよし、1931年8月22日 - ）は、日本競輪選手会神奈川支部に所属していた競輪選手。日本競輪学校創設前に選手登録された期前選手で、選手登録番号は945。

## 来歴
1955年に大阪中央競輪場で行われた全国争覇競輪（現 日本選手権競輪）・実用車（軽快車）部門で、河内正一の同部門8連覇を阻止して優勝。また、同部門最後の優勝者ともあいまった。
また1963年のオールスター競輪（名古屋競輪場）では、高原永伍に次いで2位に入った。
1988年4月25日選手登録削除。通算勝利数879。